# Wicked Wonderland
Wicked Wonderland es el séptimo álbum de estudio de Lita Ford. El disco fue lanzado 14 años después de Black, su anterior trabajo discográfico.

## Lista de canciones
1. "Crave" - 3:46
2. "Piece (Hell Yeah)" - 3:41
3. "Patriotic S.O.B." - 4:32
4. "Scream 4 Me" - 3:57
5. "Inside" - 4:12
6. "Wicked Wonderland" - 3:50
7. "Indulge" - 4:42
8. "Love" - 5:31
9. "Betrayal" - 3:58
10. "Sacred" - 4:34
11. "Truth" - 3:55
12. "Everything" - 3:35
13. "Bed" - 6:51
14. "Garden" - 4:06
15. "Push" - 4:16

## Personal
- Lita Ford - voz, guitarra, producción
- Jim Gillette - voz, producción
- Greg Hampton - guitarras
- Stet Howland, Chris Collier - batería